# السم الحلو (بريزون بريك)
«السم الحلو» (بالإنجليزية: Cute Poison)‏ هي الحلقة الرابعة من المسلسل التفزيوني بريزون بريك. بُثّت لأول مرة في 12 سبتمبر 2005 في الولايات المتحدة. أخرج الحلقة مات إيرل بيسيلي وكتبها مات أولمستيد. كلمة "Cute Poison" (أو «السم الحلو» باللغة العربية) مكتوبة على وشم مايكل سكوفيلد ورُكّبت من المعادلة الكيميائية H2SO4 + Ca3(PO4)2 + 6 H2O ↔ 2 H3PO4 + 3 CaSO4.2H2O، والتي تمثل الجزء الثالث من خطة هربه. أيضا، بدأ رفيقه في الزنزانة هايور يلاحظ وشمه وأوشك على أن يشي بخطة هربه. وأخيرا، يرجع فرناندو كرفيق زنزانة لمايكل.

## القصة
يحلم لينكون بوروز بأن رجال الشرطة يأخذونه إلى الكرسي الكهربائي قبل شهر من الموعد المقرر، فيستيقظ مذعورا. يتأخر مايكل ثلاثة أيام عن جدول خطة هروبه، ولا سيما مع قدوم رفيق زنزانته الجديد الذي شاهده يتناول بعض الحبوب الطبية ليبقى واعيا بحضور الطبيب، لكنه يبصقها عندما يغادر الطبيب واصفا إياها ب«القيود غير المرئية». ثم يلاحظ وشم مايكل ويلاحظ «متاهة» مخفية داخله. أوشك هايور على فضح خطة مايكل، وبدأ برسمها. يذهب مايكل للتحدث مع المأمور بوب عن هايور. لكن براد بيليك يهدده ناهيا إياه عن العودة لهذا.
في هذه الأثناء، تسعى فيرونيكا للحصول على مساعدة «مشروع العدالة» لمساندتها في القضية، لكنهم يرفضون. تذهب بعد ذلك لتسأل الضابط الذي اعتقل لينكون ومعه بنطال ملطخ بالدماء، لكنه يستمر في تغيير روايته. لاحقا، يأتي نيك سافرين ويخبرها بأنه يود مساعدتها، فيذهبان ويسألان لينكون عن البنطال والمسدس الذي يحمل بصماته. يصر لينكون على أنها ملفقة، لأنه جرب عدة أسلحة مع شخص يشك فيه قبل الحادثة بليلة، فارتسمت البصمات على تلك الأسلحة. يزور فرناندو ابن خالته هيكتور إيفالا الذي يخبره بأن ماريكلوز معه الآن بدلا من فرناندو. يتصل بعد عدة محاولات فاشلة بماريكلوز ليكتشف أن هاكتور كذب عليها لكي لا تزوره. مع هذه التطورات الأخيرة، يطلب فرناندو من مايكل العودة إلى زنزانته، فيدبر مايكل خطة لذلك.
استطاع مايكل الحصول على مركبين كيميائيين من غرفة التموين عن طريق جون أبروزي، يفرغ معجوني أسنان ويفرغ كل من المادتين في واحد من معجون الأسنان، لأن هذين المركبين يتفاعلان إذا اتحدا. قام بسكب المركبين في أنبوب تحت المستوصف ليتآكل، كجزء من خطة الهرب. ثم يعود إلى زنزانته، ويلاحظ أن هايور قد رسم وشمه كاملا واكتشف ما يعنيه. يصيب مايكل نفسه عمدا ثم يستدعي الضباط ليعزلوا هايور قبل أن تُفضَح الخطة. فيعود فرناندو إلى زنزانة مايكل ويكملان الخطة في الليل. يُحدِث فرناندو بعض الضوضاء أثناء ركل مايكل للجدار خلف الحوض لإحداث فتحة. يكتشف العميل بول أن مايكل مهندس معماري، ويشك أنه يحاول تهريب أخيه من السجن. في النهاية، يخبر هيل أن لديه أمرًا من المحكمة لنقل مايكل في اليوم التالي من هذا السجن.

## وصلات خارجية
- السم الحلو على موقع IMDb (الإنجليزية)
- السم الحلو على موقع ميتاكريتيك (الإنجليزية)

- الملخص الرسمي للحلقة الرابعة من الموسم الأول من قناة فوكس